# دنيس تشاماي
دنيس تشاماي (12 ديسمبر 1941 – 23 سبتمبر 2013) هو مبارز بالسيف سويسري راحل، مثّل بلاده في الألعاب الأولمبية الصيفية 1968.

## روابط خارجية
دنيس تشاماي على موقع أوليمبيديا (الإنجليزية)